# La Antigua
La Antigua – gmina w Hiszpanii, w prowincji León, w Kastylii i León, o powierzchni 54,7 km². W 2011 roku gmina liczyła 455 mieszkańców.